# عمارت دادگستری شهرستان فیت

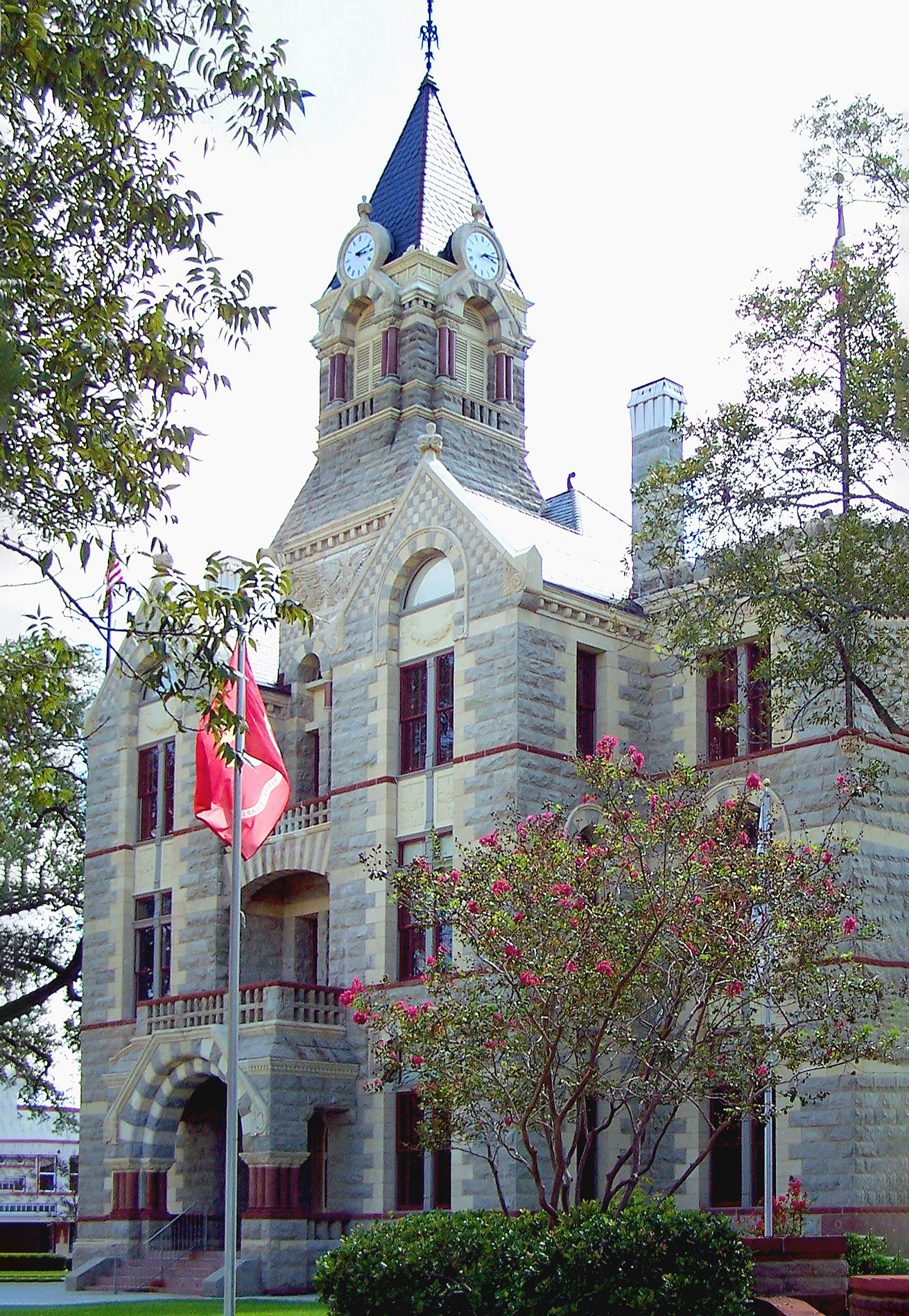

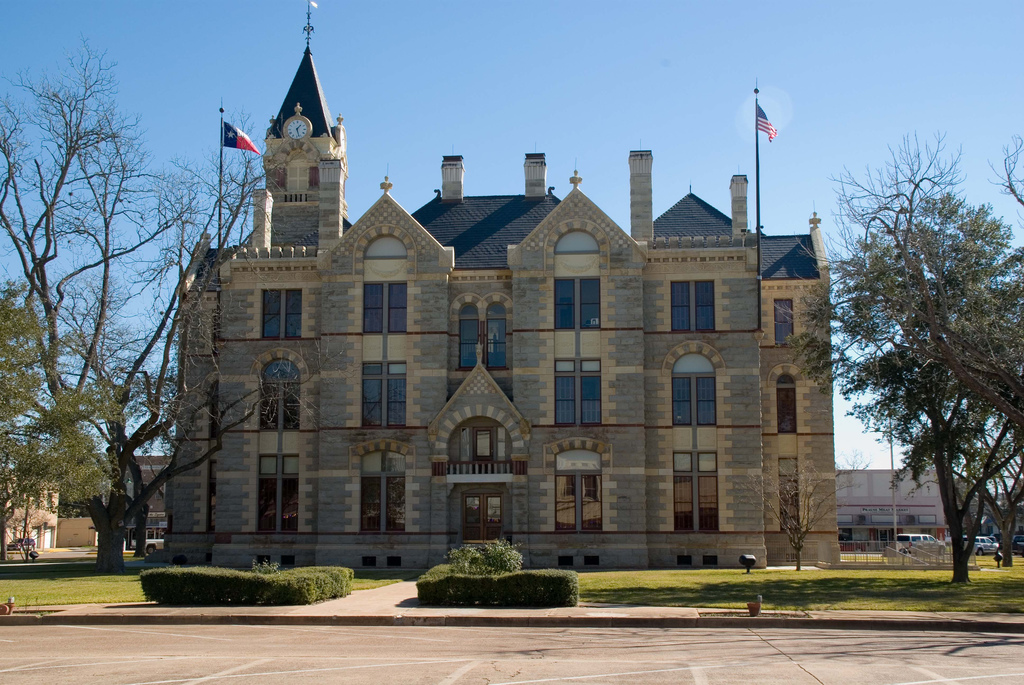

عمارت دادگستری شهرستان فیت (به انگلیسی: Fayette County Courthouse) عمارتی تاریخی در شهر لاگرانژ از شهرستان فیت، تگزاس است.
این بنا در اواخر قرن نوزدهم ساخته گردید و معمار آن جیمز رایلی گوردن بود.